# VNS Matrix
VNS Matrix é um coletivo artístico fundado em Adelaide, na Austrália, em 1991 por quatro mulheres: Josephine Starrs, Julianne Pierce, Francesca da Rimini e Virginia Barratt. O grupo é conhecido por ter cunhado o termo ciberfeminismo, adotado na mesma época pela Academia por autoras como Sadie Plant. Sua obra de lançamento o A Cyberfeminist Manifesto for the 21st Century (Um Manifesto Ciberfeminista Para o Século 21), título em homenagem a filósofa Donna Haraway, foi amplamente difundido. VNS Matrix encerrou atividades em 1997, mas ocasionalmente ainda reúne as integrantes para projetos e apresentações selecionados. Seu último trabalho foi o manifesto de despedida, Bitch Mutant Manifesto (Manifesto Vadia Mutante).
O trabalho do coletivo tinha como foco uma provocação que relacionava a presença crítica delas enquanto coletivo feminista na internet com a ideia de um vírus no sistema computacional, já em uma alusão à noção de matriz e da resistência contra ela. Através de textos, artes visuais explícitas e jogos de computador, instalações, eventos, revistas e cartazes digitais elas exploraram conceitos que traçaravam uma relação sexualizada e socialmente provocativa entre mulheres e tecnologia, questionando de forma subversiva os discursos de dominação e controle no ciberespaço em expansão.

## História

### Contexto
As fundadoras do grupo viviam em Adelaide e todas estavam de alguma maneira envolvidas com a produção artística. Virginia Barratt trabalhava como executiva da Australian Network for Art and Technology, uma posição que Francesca da Rimini tinha acabado de deixar para se dedicar a outras obras e projetos. Julianne e Josie estudavam e faziam arte e performance. Naquela época os computadores não eram pessoais e não era qualquer pessoa que tinha acesso a eles, mas Francesca esteve envolvida em um projeto da Rede Australiana de Arte e Tecnologia para conectar artistas com máquinas, facilitando o acesso deles a instituições e seus recursos, especificamente a computadores e software. Isso porque o governo australiano tinha o objetivo de conectar arte e ciência, mas mesmo assim as máquinas estavam a serviço de instituições dominadas pela presença masculina e o acesso das mulheres era geralmente mediado por um "técnico" masculino e a produção artística dessas iniciativas governamentais também eram voltadas para uma ideia de "produção" em termos capitalistas, sem muito espaço para uma criação artística sem fins comerciais.
No início dos anos 1990, o capitalismo informacional ainda não tinha criado raízes. A Internet era muito menos regulamentada, muito menos mercantilizada. Segundo Virginia Barratt, "O cenário tecnológico era acrítico e predominantemente dominado por homens. Era um espaço masculinista, codificado como tal, e os guardiões do código (cultural e logos) mantinham o controle das produções de tecnologia.". Foi nesse ambiente que o VNS Matrix foi gerado.

### Nome
O nome VNS Matrix tem em suas origens na mitologia romana (VNS = Vênus) e a palavra latina Matri (Matriz). Vênus é a deusa do amor e das coisas sexuais, e a palavra Matrix se refere ao lugar em que uma coisa se desenvolve ou é gestada, como um útero. Ao mesmo tempo,  rm termos de funcionamento tecnológico, a palavra Matrix tem alta conotações matemáticas (ver: matriz matemática) e científicas sólidas associadas a ela - como por exemplo, na utilização da palavra nos livros de William Gibson para descrever um lugar virtualmente real, no qual números e códigos rolam para formar eventos e efeitos perceptuais reais. Além disso, a palavra matriz também remete aos jogos de Arcade. A VNS Matrix se apropriou da palavra para indicar um novo estado de funcionamento tecnológico que busca reverter os padrões definidos em grande parte masculinos que a palavra Matrix indica emparelhando-a com uma palavra como Vênus, associada ao feminino.

## Obras
Quando elas escreveram o Manifesto Ciberfeminista para o Século 21 (1991), a obra foi apresentada como um outdoor de 18 pés de comprimento, que foi exibido em várias galerias por toda a Austrália. O texto surge de uma esfera 3D, cercado por imagens de material de DNA e danças, mulheres fotomontadas que foram transformadas em híbridos em escala. “Fazemos arte com nossas bocetas”, diz o manifesto. “Nós somos o vírus da desordem do novo mundo.”
Em 1992 elas lançaram o projeto ALL NEW GEN que brincava com a ideia de romper com o universo masculinizado dos videogames criando um jogo de computador centrado numa identidade feminina não binária. Originalmente o projeto se chamava de ‘Game Girl’ (uma reprodução direta de ‘Game Boy’). Sua primeira iteração  foi uma série de caixas de luz e obras de som, apresentando os personagens e cenários de um hipotético jogo de computador. Na sequência, em 1993, elas lançaram o CD-ROM ALL NEW GEN interativo onde "uma super-heroína onipresente colabora com sua banda de DNA Sluts para derrubar o Big Daddy Mainframe." O CD-ROM foi exibido como uma obra de arte independente e também como peça central da instalação e foi exibido na Austrália e internacionalmente.
Todas as obras:
- 2016: A Tender Hex for the Anthropocene
- 2016: Runway Magazine Section Editorial
- 2014: Remix w/ Soda_Jerk
- 1997: Bad Code
- 1996: Big New Sites: Virtual Theme Parks
- 1996: Bitch Mutant Manifesto
- 1995: Corpusfantastica MOO
- 1994: E Sensual Fragments
- 1994: Infiltrate
- 1992: ALL NEW GEN
- 1992: Billboard Project
- 1991:The Cyberfeminist Manifesto for the 21st Century